# Art of Illusion
Art of Illusion è un programma open source per la modellazione, il rendering, il texturing, il ray tracing di immagini ed animazioni tridimensionali.
Lo scopo principale di Art of Illusion è quello di costituire un potente strumento di modellazione 3D con un'interfaccia grafica che apporta miglioramenti a quelle presenti in altri programmi di computer grafica. Alcune delle sue caratteristiche, come l'uso di un repository online e di uno strumento per il download di estensioni installabili, non si trovano in software commerciali della sua categoria.
L'ideatore e il responsabile del progetto è Peter Eastman, che può essere contattato tramite il sito web del progetto.
Art of Illusion è scritto in Java e attualmente può essere usato e modificato liberamente in quanto adotta la licenza GPL.
Attualmente è il software per la prototipazione rapida più utilizzato dalla comunità del Progetto RepRap per la creazione di modelli per la Stampa 3D.

## Caratteristiche principali
- Interfaccia

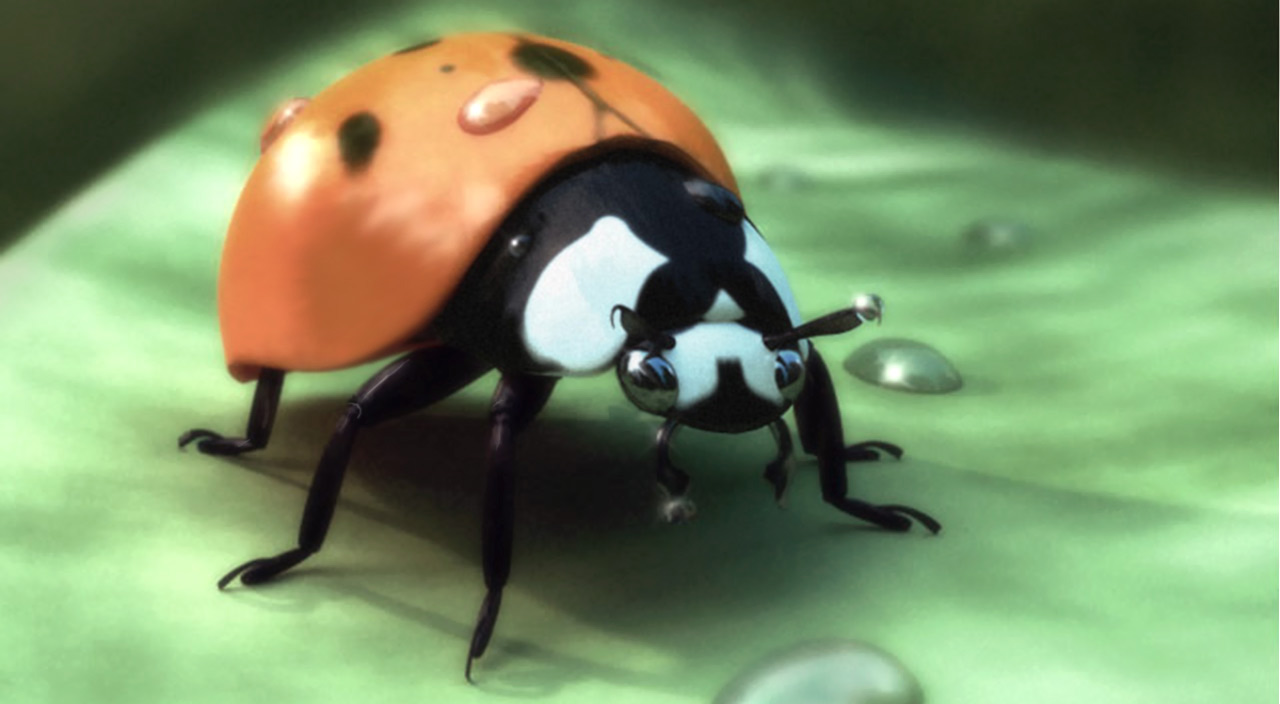
"Rain drops are still falling on my antennas" di Jyrki Ihalainen, per la cui modellazione e rendering è stato usato Art of Illusion.

  - Lista degli oggetti, finestra per il layout della scena, e linea temporale per l'animazione
  - Icone di aiuto e tooltips
  - Documentazione inclusa e interfaccia per l'aiuto
  - Un client di chat incorporato per la "guida in linea" per connettersi nella rete freenode al canale di supporto di Art of Illusion
  - Estensioni disponibili come scripts e plugins con installazione automatizzata e aggiornamenti dal repository online
  - Possibilità di avvalersi di una griglia e di modalità di visualizzazione a tempo reale, come Wireframe, Smooth, Textured.
- Modellazione
  - Primitive: cubo, sfera, cono, tubo (cilindro), curva, mesh poligonali
  - strumenti per la torsione,  e l'estrusione (per raddrizzare o allungare una curva)
  - Suddivisione delle superfici (smoothing).
  - Editor di mesh che supporta tensione, smussatura  variabili
  - Modellazione delle isosurface (tramite nodi procedurali  input numerico diretto)
- Animazione

- Gestione delle texture

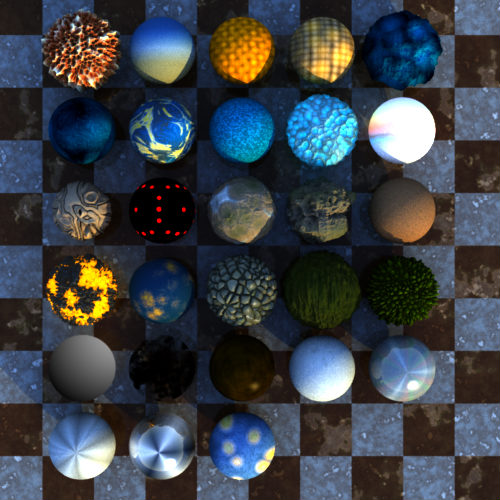
Texture create con il procedural texture editor di Art of Illusion

- - Modalità: Uniforme, mappato con immagini, procedurale
  - Opzioni di mappaggio: Proiezione, sferico, cilindrico
  - Assegnazione delle texture per vertice, per faccia o per vertice e faccia insieme.
  - Texture con layer
  - Linguaggio per il design procedurale dei materiali e delle texture

- Gestione dei materiali

- Post Processing

- Gestione degli script
  - Un linguaggio di scripting (BeanShell) che permette lo sviluppo di nuovi strumenti e comandi
  - Scripts dinamici ("smart objects" - vedi questo tutorial)
- Supporto di un gran numero di formati per l'importazione e l'esportazione
  - Importazione 3D: nativamente. obj; tramite plugins .dem, .dxf, .geo, .lwo, .pov, .inc, 3ds
  - Importazione 2D tramite scripts: .ai, .svg
  - Esportazione 3D: .pov, .obj, VRML, all native; .stl via plugin
  - Esportazione/salvataggio 2D: .jpg, .bmp, .png, .tif, .hdr, tutti nativamente; .svg tramite plugins
- Funzionalità rese disponibili grazie a scripts e plugins

## La stampa e i premi
La rivista Linux francese Linux Pratique ha pubblicato degli articoli su Art of Illusion.
Art of Illusion è stato eletto da SourceForge Progetto del Mese nell'aprile 2007.